# 野口博康
野口 博康（のぐち ひろやす、1946年1月8日 - ）は、NHKの元エグゼクティブアナウンサー。現在はシニアスタッフ。

## 人物
東京教育大学附属高等学校、早稲田大学卒業後、1969年入局。ラジオ担当が長かったためか、シニアスタッフとなった現在ではラジオでの活動が多くなっているが、時折テレビ出演もある。

## 過去の出演番組
北見局時代
- 明るい農村（中継）

松山局時代
- イブニングえひめ　（編集責任者）
- おはようえひめキャスター

- ネットワークにっぽん（四国ブロックアンカー）

東京異動後
- NHKニュースワイド（スポーツキャスター）
- くらしのカレンダー
- つくばからこんにちは
- ミュージックダイアリー（ナレーション、1985年）
- ラジオほっとタイム（2001年4月〜2006年3月）
- ラジオあさいちばん（土日アンカー、2006年4月〜2009年3月）
- 株式市況（ラジオ第2。概況と終了コメントのみ）
- 気象通報（ラジオ第2）
- NHK BSニュース（深夜時間帯の徹宵番）
- ラジオニュース（土曜日・20時55分の全国の気象情報と全国の交通情報、17時55分、夜の18時50分、19時15分、21時55分、22時55分の関東・甲信越のニュース・気象情報、日曜午前3時・4時のニュース　2021年度まで）